# Ахиджанов, Мусеиб-бек
Мусеиб-бек Ахиджанов, Ахыджанов или Ахыджанлы (азерб. Müseyib bəy Əxicanov; 12 октября 1892, Томарханлы, Астрахан-Базарский район — 6 июня 1920, Баку)  — член Национального совета Азербайджана, Закавказского сейма, депутат парламента АДР, губернатор города Баку.

## Биография
Мусеиб-бек Гахраман-бек оглы Ахиджанов родился в 1892 году в селе Томарханлы Джавадского уезда. В 1912 году окончил факультет права Киевского университета Святого Владимира.  
С 23 февраля до 26 мая 1918 года был членом мусульманской фракции в Закавказском сейме. 
После распада Закавказской Демократической Федеративной Республики стал членом Национального совета Азербайджана. Был включен в состав Парламента АДР, созданного в соответствии с принятым Национальным советом 19 ноября 1918 года законом об образовании азербайджанского парламента. Был членом фракции «Мусават» и беспартийных.
После битвы за Баку, в результате которой 15 сентября 1918 года город был освобождён, Ахиджанов занял пост заместителя губернатора Баку Фатхи-бея. Позже, с ноября 1918 года до 5 февраля 1919 года исполнял обязанности губернатора Баку.
После апрельской оккупации Азербайджана Советской Россией был арестован. 6 июня 1920 года расстрелян на острове Наргин.

## Память
Мамед Эмин Расулзаде в своей книге «Азербайджанская Республика» (1923) назвал Мусеиб-бека Ахиджанова шехидом независимости Азербайджана.